# FK Xakhtar Karaganda
El FK Xakhtar Karaganda (kazakh: «Шахтер» футбол клубы Қарағанды, Şaxter Fwtbol Klwbı Qarağandı) és un club de futbol kazakh de la ciutat de Karaganda.

## Història
El club va ser fundat el 1958. Des dels anys noranta juga a la primera divisió nacional, assolint el 2011 la seva primera lliga.
El 19 de setembre de 2008, Xakhtar i Vostok fou desqualificat de la lliga per manipular un partit. el 2 d'octubre de 2008, la Federació revisà el cas i acabà deduint nou punts de sanció al Xakhtar i expulsant el Vostok.

## Palmarès
- Lliga kazakh de futbol:[5]
  - 2011, 2012

- Copa kazakh de futbol:[6]
  - 2013

- Supercopa kazakh de futbol: 
  - 2013

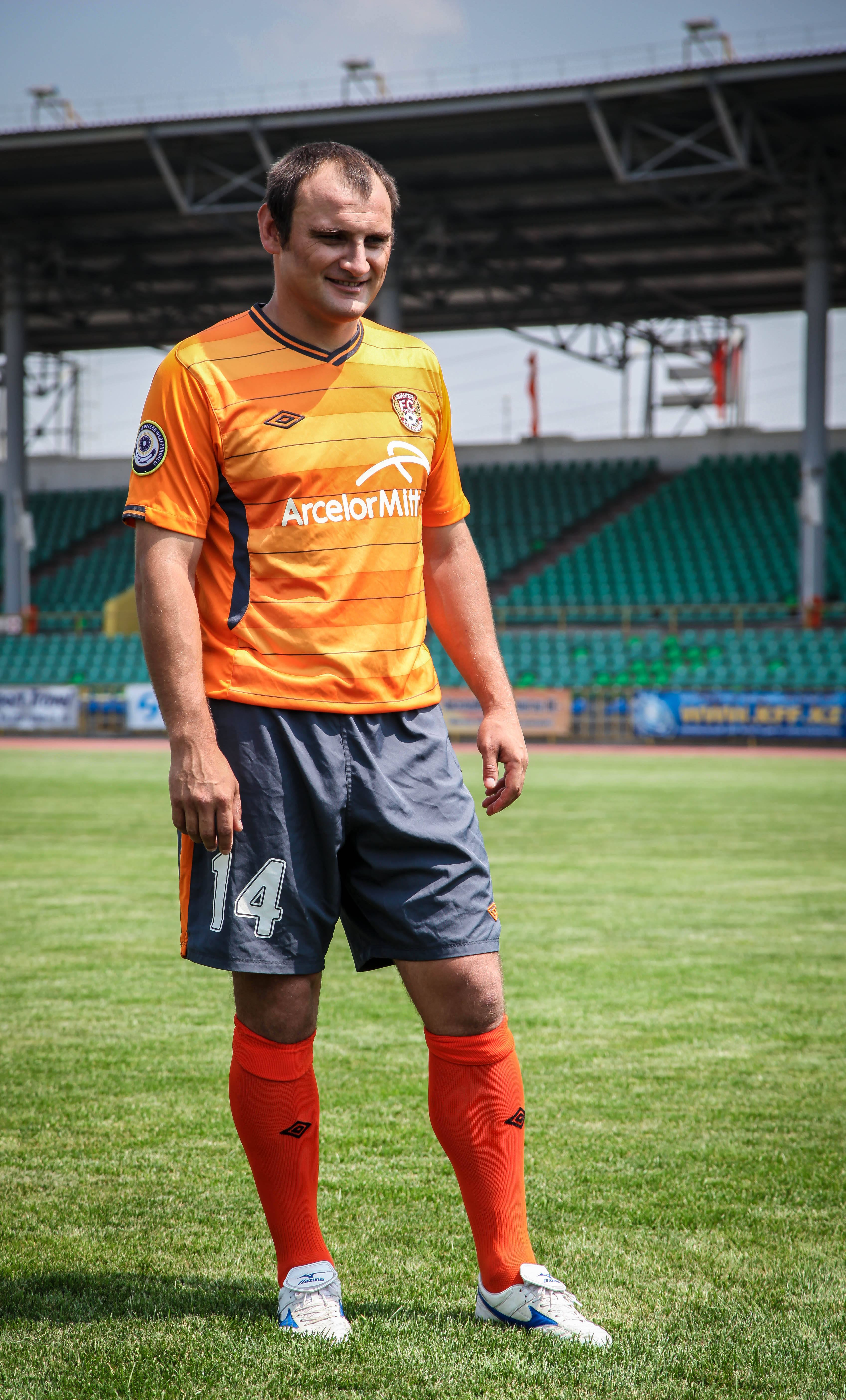
Andrei Finonchenko marca 104 gols de lliga en 346 partits amb el club.

- Segona divisió soviètica de futbol: 
  - 1962